# Żukowszczina (obwód smoleński)
Żukowszczina (ros. Жуковщина) – wieś (ros. деревня, trb. dieriewnia) w zachodniej Rosji, w osiedlu wiejskim Zaborjewskoje rejonu diemidowskiego w obwodzie smoleńskim.

## Geografia
Miejscowość położona jest w pobliżu zachodniego brzegu jeziora Dgo, 5 km od drogi regionalnej 66N-0506 (Prżewalskoje – Jewsiejewka), 22,5 km od centrum administracyjnego osiedla wiejskiego (Zaborje), 38 km od centrum administracyjnego rejonu (Diemidow), 91 km od stolicy obwodu (Smoleńsk), 50 km od granicy z Białorusią.

## Demografia
W 2010 r. miejscowości nikt nie zamieszkiwał.

## Historia
W czasie II wojny światowej od lipca 1941 roku dieriewnia była okupowana przez hitlerowców. Wyzwolenie nastąpiło we wrześniu 1943 roku.
Na mocy uchwały z dnia 28 maja 2015 roku wszystkie miejscowości (w tym Żukowszczina) zlikwidowanej jednostki administracyjnej Bakłanowskoje weszły w skład osiedla wiejskiego Zaborjewskoje.